# Supercar (televisieserie)
Supercar is een supermarionation/kindertelevisieserie gemaakt door Gerry Andersons AP Films, die later de Thunderbirds zouden produceren. De serie werd gemaakt voor ATV en ITC Entertainment en bestond uit 39 afleveringen verdeeld over 2 seizoenen, gemaakt in 1961 en 1962. De serie is de eerste Anderson-serie die ook werd verkocht aan een Amerikaanse zender.
De serie is de eerste waarvoor de term supermarionation gebruikt werd. Dit wordt genoemd in de aftiteling van het laatste seizoen. Het was tevens de eerste serie van Anderson van 30 minuten per aflevering.

## Verhaal
In tegenstelling tot veel van Andersons latere series speelt Supercar zich niet af in de toekomst maar in het “heden” (de jaren 60 van de 20e eeuw). De serie draait om een experimenteel voertuig dat voor meerdere doeleinden geschikt is, gestationeerd in Black Rock Laboratory in de Nevadawoestijn. Het voertuig kan zowel over land, door de lucht als onder water reizen.
Personages waren onder andere piloot Mike Mercury, uitvinder Professor Rudolph Popkiss, zijn assistent Dr. Horatio Beaker, kind Jimmy Gibson en Jimmy’s huisdier, de chimpansee Mitch. De plot van de afleveringen draaide vooral om het oplossen/bestrijden van misdaden en reddingen met vaak sciencefictionelementen en stereotiepe schurken zoals "Masterspy" en "Friend Zarrin".
De serie kreeg op enkele punten kritiek, vooral wat betreft politieke correctheid en de personages. Voorbeelden zijn bijvoorbeeld de stereotiepe wetenschappers: Popkiss is een Duitser die met een zwaar accent sprak en een grote bril draagt en Beaker een Engelsman met zeer grote liefde voor thee. Beide mannen zijn (zeker in het begin) niet echt tevreden over Mike Mercury, en noemen hem dan ook altijd "piloot" in plaats van bij zijn echte naam. Mike zelf is een voorbeeld van het idool uit de jaren 50: een heroïsche leider die vrijwel geen zwakheden heeft.
Supercar is een voertuig dat verticaal kan opstijgen en landen. Op het land rijdt het voertuig op een luchtkussen in plaats van wielen. Om te vliegen gebruikt het voertuig straalmotoren en inklapbare vleugels. Door een ingebouwde monitor kan de piloot door mist en rook kijken.
De serie introduceert het bekendste kenmerk van Andersons series: de launch sequence (letterlijk: lanceerscène). Elk van zijn series tot en met Space: 1999 bevat uitgebreide scènes waarin de hoofdmachine(s) worden gelanceerd.

## Geschiedenis
Nadat Granada Television er niet in slaagde Andersons vorige serie, Four Feather Falls, nieuw leven in te blazen, werd Anderson benaderd door Lew Grade van ATV met het verzoek een nieuwe serie te maken met dezelfde technieken. Anderson maakte toen het plan voor Supercar. Grade was tevreden over het idee, maar wilde het budget dat Anderson in gedachten had inkorten. Anderson was in staat aan het lagere budget te voldoen.
De eerste 26 scripts voor Supercar werden geschreven door de broers Martin en Hugh Woodhouse, in het tempo van 1 script per week. Dit was nodig om aan te sluiten op Andersons en Grades kosten en productieschema.
Anderson beweerde altijd dat hij de futuristische voertuigen had bedacht om te zorgen dat de poppen in de serie minder hoefden te lopen (iets wat namelijk zeer moeilijk was en nooit realistisch genoeg overkwam). Dit werd pas echt duidelijk in latere series als Thunderbirds en Captain Scarlet, waarin de poppen vrijwel nooit lopen.
De gehele serie is inmiddels beschikbaar op dvd in Engeland en Noord-Amerika. Big Bang Comics maakte een eerbetoon aan de serie met hun personage Mike Merlin, die duidelijk was gebaseerd op Mike Mercury.

## Afleveringen

### Seizoen 1 (1961)
1. Rescue
2. False Alarm
3. The Talisman Of Sargon
4. What Goes Up
5. Amazonian Adventure
6. Grounded
7. Keep It Cool
8. Jungle Hazard
9. High Tension
10. Island Incident
11. Ice-Fall
12. Phantom Piper
13. Pirate Plunder

1. A Little Art
2. Flight Of Fancy
3. Deep Seven
4. Hostage
5. The Sunken Temple
6. The Lost City
7. Trapped In The Depths
8. The Dragon Of Ho Meng
9. The Magic Carpet
10. Supercar "Take One"
11. Crash Landing
12. The Tracking Of Masterspy
13. The White Line

### Seizoen 2 (1962)
1. The Runaway Train
2. Precious Cargo
3. Operation Superstork
4. Hi-Jack
5. Calling Charlie Queen
6. Space For Mitch
7. Atomic Witch Hunt
8. 70-B-Lo
9. The Sky's The Limit
10. Jail Break
11. The Day That Time Stood Still
12. Transatlantic Cable
13. King Kool